# ニデックインスツルメンツ
ニデックインスツルメンツ株式会社（英: NIDEC INSTRUMENTS CORPORATION）は、ニデック株式会社（旧・日本電産株式会社）の子会社で、モーター、モーター駆動ユニット、カードリーダー、産業用ロボット、プラスチック成型品、オルゴール等の開発・製造・販売を行う日本の企業。

## 会社概要
2023年（令和5年）現在の事業内容は、
1. 家電住設機器（電動機、モーター駆動ユニット等）
2. 情報周辺機器（電動機、光ピックアップユニット、精密プラスチック成形品等）
3. 産業用機器（ロボット、カードリーダー、産業関連機器等）
4. その他（不動産、保険、人材派遣等）

かつては、オルゴールのムーブメントの製造、およびカセットデッキの主要トランスポートの製造が看板事業で、一時は世界のオルゴールムーブメントのシェア80%を誇った。オルゴール事業は「日本電産サンキョーオルゴール株式会社」に移管していたが、2021年（令和3年）に同社を吸収合併。現在も日本最大のオルゴールメーカーとして、ムーブメントの設計・組立・調整まで一貫して日本国内で生産を行っている。
オルゴールと並ぶ民生用製品として、8ミリフィルムカメラおよび映写機を、Sankyoブランドで1957～1981年まで製造販売した。オルゴールの加工技術から小型モーター、磁気ヘッド、光ピックアップ、カードリーダー等へ展開。数々のトップシェア製品を持つ。
2003年（平成15年）に業績不振から日本電産株式会社傘下入りを発表し、2012年（平成24年）に同社の完全子会社となる。2023年（令和5年）4月1日、現社名に変更。

## 沿革
- 1946年（昭和21年）6月18日 - 長野県諏訪市の北澤工業株式会社（のち東洋バルヴ株式会社）勤務の山田正彦・六一兄弟と、戦時中に株式会社第二精工舎諏訪工場（のち株式会社諏訪精工舎、現・セイコーエプソン株式会社）から北澤工業に出向した小川憲二郎の3人が、長野県諏訪郡下諏訪町に三協精機製作所創立。
- 1947年（昭和22年）7月 - 法人化して、有限会社三協精機製作所となる。
- 1953年（昭和28年）12月 - 株式会社三協精機製作所に改組。
- 1961年（昭和36年）10月 - 東京証券取引所2部上場。
- 1962年（昭和37年）2月 - 東京証券取引所1部上場。
- 1982年（昭和57年）1月 - ナカミチ株式会社とサプライヤー契約に伴う業務提携。
- 2003年（平成15年）
  - 8月5日 - 日本電産株式会社と資本・業務提携。
  - 10月1日 - 日本電産株式会社に対して、第三者割当増資を行い、資本参加（出資比率40.06%）を受ける。
- 2004年（平成16年）1月31日 - 日本電産とグループ会社に対して、第三者割当増資を行い、日本電産の子会社となる。
- 2005年（平成17年）10月1日 - 日本電産サンキョー株式会社に社名変更。
- 2011年（平成23年）6月30日 - 子会社の日本電産ピジョン株式会社を解散[5]。
- 2012年（平成24年）
  - 4月1日 - 子会社の日本電産サンキョー商事株式会社を合併[6]。
  - 4月24日 - 日本電産株式会社の完全子会社となるため、同社と株式交換契約を締結[7]。
  - 9月30日 - 子会社の日本電産ニッシン株式会社を合併、茅野事業所とする[8]。
  - 10月1日 - 日本電産株式会社の完全子会社となる[9]。
- 2014年（平成26年）4月1日 - 三菱マテリアルの子会社「三菱マテリアルシーエムアイ」を買収（現・ニデックマテリアル株式会社）。
- 2021年（令和3年）1月1日 - 日本電産サンキョーオルゴール株式会社を吸収合併[2][3]。
- 2023年（令和5年）4月1日 - 親会社の社名変更に併せる形で社名（商号）をニデックインスツルメンツ株式会社（NIDEC INSTRUMENTS CORPORATION）に変更[10][11]。

## 事業所
- 本社・下諏訪事業所（長野県諏訪郡下諏訪町） - モータ、モータ駆動ユニット、カードリーダ、産業用ロボット、プラスチック成形品、オルゴール等の開発・製造・販売
- 伊那事業所（長野県伊那市） - 大気用・真空用液晶ガラス基板搬送用ロボット、大気用・真空用半導体ウェハー搬送用ロボットの開発・製造、サーボモータ、アミューズメント製品、センサ等の開発
- 茅野事業所（長野県茅野市） - エンジニアリング・プラスチック金型・成形、プラスチックレンズ、光学機器の開発・製造
- 諏訪事業所（長野県諏訪郡原村） - オルゴールムーブメント製造・開発・販売

## 連結子会社
- ニデックインスツルメンツサービスエンジニアリング - 工作機械、周辺装置、産業用ロボットのメンテナンスサービス
- ニデックマテリアル株式会社 - 電気接点・モーターの製造販売

## スポーツの実業団チーム
- スケート部は、オリンピック選手を多数輩出するなど、国内でも名門の実業団チームだった。三協精機製作所時代には清水宏保も在籍していた。一時存続の危機に瀕したが、永守重信がポケットマネーを出して存続させた。日本電産グループ挙げての支援体制の下、強豪チームとして完全復活していたが、2022年3月1日に同年3月31日限りで廃部すると発表した[12]。
- 1957年に創部された三協精機硬式野球部は、一時は社会人野球の強豪としてプロ野球界にも数々の人材を輩出し、1974年の第1回社会人野球日本選手権大会で優勝したが、1978年に休部となった。

### 所属していた選手
スケート部
- ウィリアムソン師円 - ソチ五輪、平昌五輪代表スピードスケート選手
- 髙木菜那 - ソチ五輪、平昌五輪代表スピードスケート選手
- 土屋陸
- 樋沙織
- 中村健斗
- 羽賀亮平 - バンクーバー五輪代表スピードスケート選手
- 長谷川翼 - 平昌五輪代表スピードスケート選手
- 久保向希

### 過去に所属していた選手
野球部
- 伊藤文隆（1973～1977年に硬式野球部に在籍。のち阪神タイガースで活躍）
- 上川誠二（1978年に硬式野球部に在籍。大昭和製紙を経て中日ドラゴンズ、ロッテオリオンズ/千葉ロッテマリーンズで活躍）
- 二村忠美（同上。九州産交を経て日本ハムファイターズ、横浜大洋ホエールズで活躍）
- 光沢毅（硬式野球部選手、監督）

スケート部
- 石野枝里子（トリノ五輪代表スピードスケート選手）
- 石幡忠雄（グルノーブル五輪代表スピードスケート選手）
- 井出かなめ（グルノーブル五輪、札幌五輪代表スピードスケート選手）
- 伊藤繁（在籍当時はスピードスケート選手、後に競輪選手へ転身）
- 伊東千恵子（1976年インスブルック五輪代表スピードスケート選手）
- 今村俊明（サラエボ五輪代表スピードスケート選手、現スケート部監督）
- 大菅小百合（トリノ五輪代表スピードスケート選手、2004年アテネ五輪代表自転車競技選手）
- 小野沢良子（札幌五輪代表スピードスケート選手）
- 小原唯志（バンクーバー五輪代表スピードスケート選手、後に競輪選手へ転身）
- 加藤条治（トリノ五輪、バンクーバー五輪代表スピードスケート選手、一時選手兼任監督）
- 上條有司（ソチ五輪代表スピードスケート選手。退部後、同社スピードスケートスクールにてジュニア選手を指導）
- 川原正行（1976年インスブルック五輪、1980年レークプラシッド五輪代表スピードスケート選手）
- 小池里美（札幌五輪代表スピードスケート選手）
- 斎藤幸子（グルノーブル五輪、札幌五輪代表スピードスケート選手）
- 斎藤実子（グルノーブル五輪代表スピードスケート選手）
- 島崎京子（長野五輪代表スピードスケート選手）
- 清水宏保（リレハンメル五輪、長野五輪、ソルトレークシティ五輪、トリノ五輪代表スピードスケート選手）
- 清水康弘（1980年レークプラシッド五輪代表スピードスケート選手）
- 鈴木靖（サラエボ五輪代表スピードスケート選手）
- 関ナツエ（カルガリー五輪代表スピードスケート選手）
- 高橋カネ子（1964年インスブルック五輪代表スピードスケート選手）
- 武田美佐江（グルノーブル五輪代表スピードスケート選手）
- 長久保初枝（スコーバレー五輪、1964年インスブルック五輪代表スピードスケート選手）
- 長久保文雄（スコーバレー五輪、1964年インスブルック五輪代表スピードスケート選手）
- 長島圭一郎（トリノ五輪・バンクーバー五輪代表スピードスケート選手）
- 長屋真紀子（1976年インスブルック五輪、1980年レークプラシッド五輪代表スピードスケート選手）
- 仁科有加那
- 野崎千春（長野五輪代表スピードスケート選手）
- 長谷川恵子（1976年インスブルック五輪代表スピードスケート選手）
- 羽石国臣（ソルトレークシティ五輪代表スピードスケート選手、後に競輪選手へ転身）
- 浜文恵（スコーバレー五輪代表スピードスケート選手）
- 肥田隆行（グルノーブル五輪、札幌五輪代表スピードスケート選手）
- 平手則男（札幌五輪、1976年インスブルック五輪代表スピードスケート選手、元スケート部監督）
- 溝尾武夫（スコーバレー五輪代表スピードスケート選手）
- 吉井小百合（トリノ五輪、バンクーバー五輪代表スピードスケート選手）